# Волеаи (язык)
Волеа́и (волеайский) — микронезийский язык, распространенный на центрально-каролинских островах Волеаи, Ламотрек, Эаурипик, Фараулеп, Ифалик, Элато, Олимарао, Ламолиор, входящих в штат Яп (Федеративные Штаты Микронезии). Численность носителей около 1,7 тыс. чел.
Ранее у языка была своя письменность, сейчас используется латиница.
.